# Stora Mölnetjärnen
Stora Mölnetjärnen är en sjö i Borås kommun i Västergötland och ingår i Viskans huvudavrinningsområde.